# Elégia

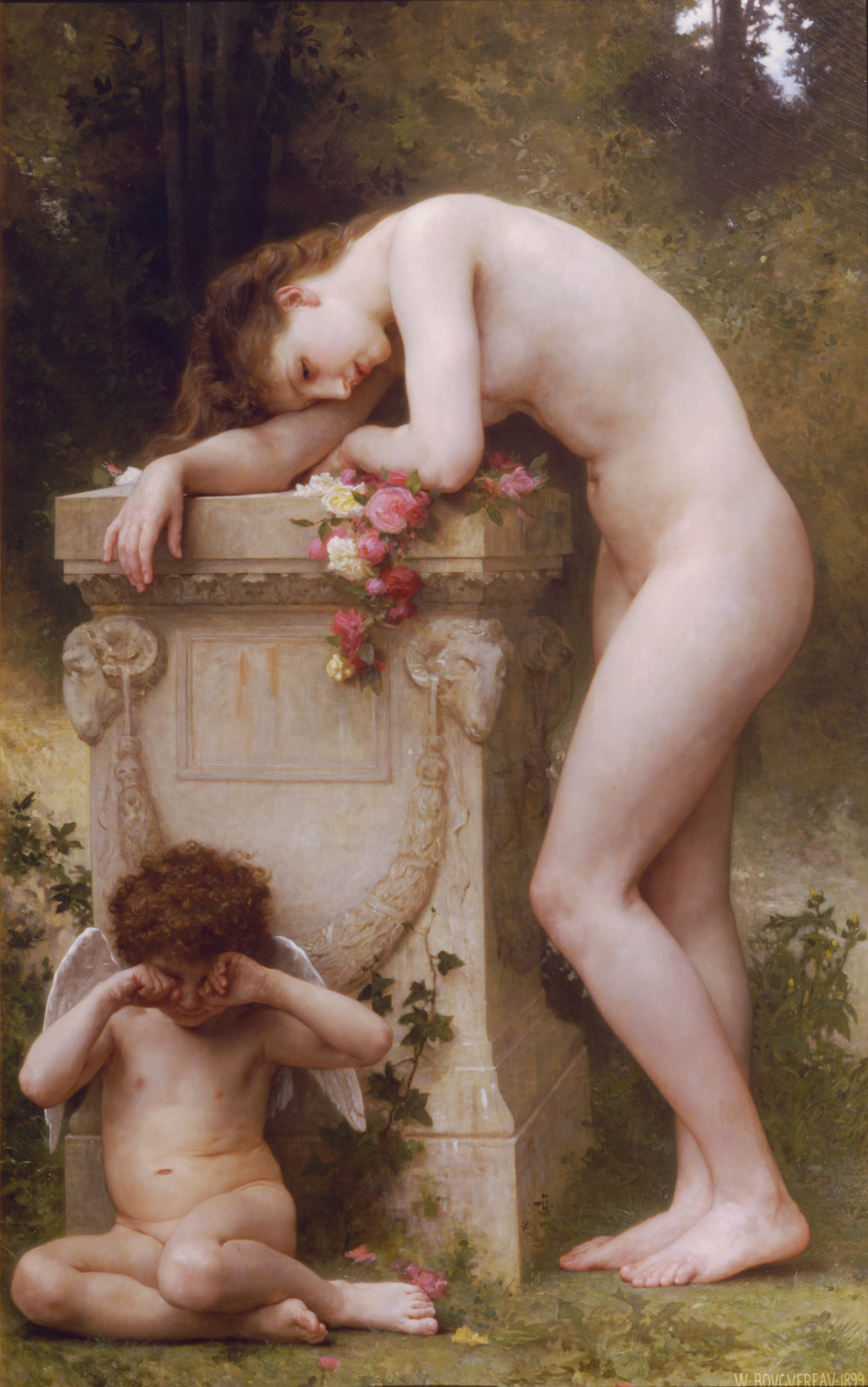
Az elégia allegorikus ábrázolása William Adolphe Bouguereau festményén (1899)

Az elégia a lírai költészet egyik fontos műfaja.
Az elégiát a dallal és az ódával szemben az jellemzi, hogy abban nem a friss benyomásokból közvetlenül fakadó érzelmek, hanem a visszaidézett benyomások, lelki szemlélődés, a visszaemlékezésből fakadó, azaz válaszérzelmek nyernek kifejezést. Magyarosított alakja „alagya”, amely nem nyelvújítási termék, már Calepinus 1592-ben kiadott szótárában is előfordul.

## Leírás
Az elégia tulajdonképpen szemlélődő líra, elmélkedő költészet. Az elégiában a költő lelke mintegy elvonva magát a külvilág friss behatásaitól, saját belsejébe mélyed, az ott összegyűlt emlékképeken, emlékein jártatja figyelmét, s a világot és az életet ezeken át, közvetve nézi. Az elégiában nincs meg sem a dal könnyű közvetlensége, sem az óda elragadtatása, mindegyiknél nyugodtabb, részletezőbb. Szemlélődő tartalmánál fogva távolabb áll a szorosan vett lírai fajok szangvinizmusától, jelleme inkább melankolikus. Néhány leírás az elégiát „hidal”-nak tekinti (régi kifejezés szerint „siralmas ének”), s lényegét abban látják, hogy abban bizonyos mérsékelt bú, panasz, fájdalom van kifejezve. De az ilyen meghatározással az a probléma, hogy a műformákat hangulati tartalom szerint osztályozza, melyeket magukba foglalhatnak, de amelyekkel nem azonosak. Az ilyen meghatározás egyrészt igen tág, mert szinte a bánatos dal is elégia volna, másrészt igen szűk, mert a nem éppen bús, de az emlékképeken alapuló költeményeket mintegy kirekeszti. Tény az, hogy a szemlélődés, az visszaemlékezés többnyire hajlandó melankolikus színezetet fölvenni. A felidézett emlék tárgya, akár jó, akár rossz volt az az emlék, némi szomorú tónust mindig kap.
„Múlt kedv után titkon epeszt,

Múlt kín között ismét senyveszt,”
mint a költő is mondja az emlékezetről, mely az elégiának főelemét alkotja.
Az „elégikus hangulat” borongó, melankolikus lelkiállapot. Az elégia-költő távolról látja a dolgok szomorú oldalát is és a szomorú dolgokban a vigasztaló elemeket is. Ezért az elégiában nincsenek végletes, hanem csak vegyes hangulatok, egyik a másikat mérsékli. Elégiának nevezzük az elmúlt szép időkön merengő és a szeretteink elvesztésén kesergő költeményeket is, ha az emlékezés enyhíti bennük a fájdalmat s nem az első érzelem élességével nyilatkozik.

## Ókor
A görögöknél az elégia, mint afféle fél epika, fél líra, az eposz után fejlődött ki s átmenetül szolgált a tulajdonképpeni líra gazdagabb felvirágozásához. Az ión törzs, amely az eposzt megteremtette, indította meg az elégiával az alanyi költészet fejlődését is. Az addig kizárólagosan használt, folyton előretörő hexameter közé a pentameternek kétszer is magába visszahajló formáját vegyítve, némi versszakokra tagolódást és lírai elemet vitt az egynemű epikai tárgyalásba, az inkább leíró és elbeszélő hexameterrel és az inkább alanyi, zenei pentameterrel szerencsésen kifejezte a szemlélődés jellemét, a külvilág és belvilág egymásra hatását. A versformát annyira e műfaj mivoltához tartozónak tekintették a görögök, hogy minden disztichonban írt költeményt elégiának neveztek, az epigramma kivételével (elégiai versmérték = disztichon), úgyhogy e név alatt szerepeltek Kallinosznak, az elégia állítólagos kezdőjének és Türtaiosznak harci, Szolónnak, Theognisznak politikai és etikai, Mimnermosznak szerelmi, s a legjelesebb elégia-költőnek, Szimónidésznek gyászos (gyászdal) elégiái. Az elégiát a görögöknél rendszerint lakomák alkalmával (ivóest elégia) adták elő, fuvola-(tehát nem lant-)kísérettel, úgy, hogy előbb némi dallamot játszottak fuvolán, bevezetésül az emelt és meghatott hanghoz, melyen az elégiát szavalták, s a fuvola közben is többször megszólalt.
A rómaiaknál Ovidius művelte az elégiát legtöbb szellemmel, a szerelmi elégiát pedig Tibullus és Propertius sok érzéssel.

## Újkor
A mai elnevezésű elégia a reneszánsz korban alakult ki. Az újkori európai irodalomban csak olyan költeményre alkalmazták az elnevezést, amely csendes szomorúságot, bánatot, fájdalmat fejezett ki. Ez a mai elégikus hangulat a görög gyászdalokra vezethető vissza.
Az újabb költészetben a lírai műfajok határozottabb kialakulásával és az új technikai formák kifejlődésével nyerte el az elégia a fent kifejtett jellemét. A németeknél a 18. század óta nagyban művelték és nemes klasszicitásával kitűnik Goethe „Római elégiák” című műve. A franciák közt legnagyobb mesterei az elégiának Lamartine és Victor Hugo. Nálunk is már a 16. századtól fogva maradtak fenn elégia-féle költemények (az ún. jerémiádok), de mint műfaj a 18. század végén lépett föl a francia mintákat követő Ányosnál és azután többeknél mind klasszikai, mind modern formában (Kisfaludy K.: Mohács, Vörösmarty: Kis gyermek halálára stb.). Szép elégiái vannak Petőfinek és Aranynak is; Tompa Mihály pedig elsősorban elégikus költő. Irodalmunkban az elégia elméletét Abafi Lajos tárgyalta: Az elégiáról c. könyvében.

## Példák az elégiára
- Rachmaninoff: Elégia Op.3. No.1 (Thurzó Zoltán)  – https://www.youtube.com/watch?v=zFTDNRmoRXw
- Johann Wolfgang von Goethe: Római elégiák (Römische Elegien)
- Kölcsey Ferenc: Remény, emlékezet
- Alphonse de Lamartine: A tó
- Victor Hugo: Szemlélődések
- Rainer Maria Rilke: Duinói elégiák
- Edward Young: Panasz avagy éji gondolatok életről, halálról és halhatatlanságról
- Percy Bysshe Shelley: Adonais
- Ányos Pál: Egy boldogtalannak panaszai a halovány holdnál
- Kisfaludy Károly: Mohács
- Vörösmarty Mihály: Késő vágy
- Petőfi Sándor: Szeptember végén
- Arany János: Letészem a lantot
- Tóth Árpád: Elégia egy rekettyebokorhoz
- Füst Milán: Nyilas hava
- Vas István: Cambridge-i elégia
- József Attila: Elégia
- Csokonai Vitéz Mihály: A Reményhez